# فيميرن أيه/أس
فيميرن أيه/أس (Femern A/S) هي شركة تخطيط مملوكة للدولة الدنماركية مكلفة بإعداد نفق فيهمارنبيلت عبر بحر البلطيق بين جزيرة لولاند الدنماركية وجزيرة فيهمارن الألمانية. بناء 18 كيلومترًا من النفق المغمور، والذي من المتوقع أن يكتمل بحلول عام 2029، سيتضمن خط سكة حديد مزدوج المسار وطريق سريع بأربعة حارات. تتولى شركة فيميرن أيه/أس مسؤولية التخطيط وتوفير الأساس للموافقة التنظيمية للمشروع نيابة عن الحكومة الدنماركية. ويأتي إطار هذا العمل ضمن معاهدة بين الدنمارك وألمانيا تم توقيعها في عام 2008. ومن المتوقع أن يؤدي النفق المخطط له، إلى جانب ترقيات البنية التحتية المحيطة به، إلى تقليل أوقات السفر بين شمال ألمانيا والدول الاسكندنافية.

## هيكل الشركة
شركة فيميرن أيه/أس هي شركة تابعة لشركة سوند و بيلت القابضة أيه/أس، المملوكة بنسبة 100% لوزارة النقل الدنماركية.  هي أيضًا الشركة الأم لشركة أيه/أس ستوربيلت، التي تدير جسر ستوربيلت وشركة أيه/أس أورسوند، التي تمتلك النصف الدنماركي من المشروع المشترك الذي يدير جسر أوريسند. المدير التنفيذي لشركة فيميرن أيه/أس هو كلاوس أف. باونكجير.
يقع المقر الرئيسي للشركة في كوبنهاجن.وتمتلك الشركة أيضًا مكتبًا تمثيليًا في برلين ومراكز معلومات عامة في فيمارن في ألمانيا و روديهافن في الدنمارك. اعتبارًا من 1 يونيو 2014، بلغ عدد موظفي الشركة 101 موظفًا.

## روابط خارجية
- الموقع الإلكتروني للشركة